# LicencePhoto
LicencePhoto.com était une plateforme d'échange, d'achat et de vente de photographies en ligne en libre de droit. LicencePhoto se présente comme étant dédié aux photographes amateurs comme aux spécialistes de l'image pour être leur intermédiaire avec les professionnels à la recherche de produits photo (agence de communication, agence de publicité, maison d'édition, etc.).
LicencePhoto.com était un site web appartenant à la société Octeo, situé à Grenoble (France).Société radiée du registre du commerce  et des sociétés de Grenoble en 2008.

## Historique
Précédemment connu sous le nom de PhotosGratis, LicencePhoto existe depuis 2000 et fut d’abord un site gratuit d’échange de photographies.
Devant la demande d’utilisation publique et/ou commerciale des photographies du site, LicencePhoto a évolué vers la commercialisation de photos en libre de droit.
En 2005, LicencePhoto a été nommé dans le top 5 des sites les plus beaux du web francophone par Yahoo ! France.
Aujourd’hui, LicencePhoto est une agence photo online qui partage le modèle original adopté par iStockphoto, Dreamstime et d’autres, visant à la vulgarisation de la vente des droits photos dans le respect du droit des auteurs. 
Face à ces concurrents, LicencePhoto avance qu'il se différencie comme un acteur spécifiquement européen et concentré sur les images à haute définition.
Le domaine LicencePhoto.com  a été cédé en 2008 par la société octeo. Le site a été semble-t-il abandonné. Le nom de domaine  a été  réenregistre par une société espagnole en 2013. 

## Fonctionnement
Les photographes professionnels comme aux amateurs qui envoient leur photographies via un formulaire spécifique.
Lorsque les photographies sont envoyées, ces dernières sont traitées par les administrateurs qui évaluent leur pertinence aux regards des exigences de LicencePhoto : qualité, résolution, respect des copyrights et droits d’auteur, intérêt du thème, etc.
Lorsque les photos sont validées sur le site, elles sont soit indisponibles à la vente et donc strictement réservées à un usage privé, soit disponibles à la vente pour un usage public et/ou commercial.

## Équipe
- Albiges Benoit, cofondateur, directeur administratif
- Desportes Olivier, cofondateur, directeur technique
- Parquet Laurent, cofondateur, conseiller spécial
- Ikeda Megumi
- Masson Julien
- Clement Martyn